# Amboy (Indiana)
Amboy ist eine Town im Miami County, Indiana mit laut Census 317 im Jahr 2020.

## Demografische Daten
Im Jahr 2000 hatte Amboy 360 Einwohner. 2010 betrug die Einwohnerzahl 384. 2011 lebten 313 Personen in Amboy.
2000 gab es 147 Haushalte und 113 Familien.
2000 betrug das mittlere Einkommen für einen Haushalt in der Stadt 41.397 $, das Durchschnittseinkommen einer Familie betrug $ 45.000. Männer hatten ein Durchschnittseinkommen von 40.500 $ gegenüber 21.094 $ für Frauen. Das Pro-Kopf-Einkommen der Stadt war $ 19.503. Über 4,2 % der Familien und 7,1 % der Bevölkerung lebten unterhalb der Armutsgrenze, davon waren 7,8 % der Personen unter 18 Jahren und 11,7 % waren 65 Jahre oder älter.